# سباق الزمن للرجال - بطولة أوروبا للدراجات 2017
سباق الزمن للرجال - بطولة أوروبا للدراجات 2017 (بالإنجليزية: 2017 European Road Championships – Men's U23 time trial)‏ هو سباق دراجات هوائية، وهو الموسم رقم 21 من السباق، وأقيم في 3 أغسطس 2017، وامتدّ لمسافة 31.5 كيلومتر، وهو أحد سباقات بطولة أوروبا للدراجات 2017، وهو من نوع سباق الدراجات.
فاز فيه بالمركز الأول كاسبر أصغرين، وبالمركز الثاني ميكيل بيرج، وبالمركز الثالث Corentin Ermenault ‏.

## التصنيف العام النهائي
| \| التصنيف العام \| التصنيف العام \| التصنيف العام \| التصنيف العام \| التصنيف العام \| \| العداء \| العداء \| الفريق \| الوقت \| \| \| ------------- \| ------------------------------- \| ----------------------------------------------------------------------------- \| ------------- \| ------------- \| \| 1 \| كاسبر أصغرين \| منتخب الدنمارك الوطني لسباق الدراجات على الطريق للرجال تحت 23 سنة [لغات أخرى]‏ \| 37 د 33 ث \| \| \| 2 \| ميكيل بيرج \| منتخب الدنمارك الوطني لسباق الدراجات على الطريق للرجال تحت 23 سنة [لغات أخرى]‏ \| + 2 ث \| \| \| 3 \| Corentin Ermenault [الإنجليزية]‏ \| فريق فرنسا لركوب الدراجات للرجال تحت 23 سنة [لغات أخرى]‏ \| + 23 ث \| \| \| 4 \| Edoardo Affini [الإنجليزية]‏ \| منتخب إيطاليا الوطني لسباق الدراجات على الطريق للرجال تحت 23 سنة [لغات أخرى]‏ \| + 32 ث \| \| \| 5 \| ديمتري ستراخوف \| منتخب روسيا الوطني لسباق الدراجات على الطريق للرجال تحت 23 سنة [لغات أخرى]‏ \| + 1 د 28 ث \| \| \| 6 \| باتريك غامبر \| منتخب النمسا الوطني لسباق الدراجات على الطريق للرجال تحت 23 سنة [لغات أخرى]‏ \| + 1 د 30 ث \| \| \| 7 \| Markus Freiberger [الإنجليزية]‏ \| منتخب النمسا الوطني لسباق الدراجات على الطريق للرجال تحت 23 سنة [لغات أخرى]‏ \| + 1 د 37 ث \| \| \| 8 \| مارك هيرشي \| منتخب سويسرا الوطني لسباق الدراجات على الطريق للرجال تحت 23 سنة [لغات أخرى]‏ \| + 1 د 38 ث \| \| \| 9 \| Alexys Brunel [الإنجليزية]‏ \| فريق فرنسا لركوب الدراجات للرجال تحت 23 سنة [لغات أخرى]‏ \| + 1 د 44 ث \| \| \| 10 \| Senne Leysen [الإنجليزية]‏ \| منتخب بلجيكا الوطني لسباق الدراجات على الطريق للرجال تحت 23 سنة [لغات أخرى]‏ \| + 1 د 45 ث \| \| |                     |                                                                    |            |  |
| |                     |                                                                    |            |  |
| مصدر: ProCyclingStats |                     |                                                                    |            |  |
| التصنيف العام |                     |                                                                    |            |  |
| العداء | العداء              | الفريق                                                             | الوقت      |  |
| 1 | كاسبر أصغرين        | منتخب الدنمارك الوطني لسباق الدراجات على الطريق للرجال تحت 23 سنة ‏ | 37 د 33 ث  |  |
| 2 | ميكيل بيرج          | منتخب الدنمارك الوطني لسباق الدراجات على الطريق للرجال تحت 23 سنة ‏ | + 2 ث      |  |
| 3 | Corentin Ermenault ‏ | فريق فرنسا لركوب الدراجات للرجال تحت 23 سنة ‏                       | + 23 ث     |  |
| 4 | Edoardo Affini ‏     | منتخب إيطاليا الوطني لسباق الدراجات على الطريق للرجال تحت 23 سنة ‏  | + 32 ث     |  |
| 5 | ديمتري ستراخوف      | منتخب روسيا الوطني لسباق الدراجات على الطريق للرجال تحت 23 سنة ‏    | + 1 د 28 ث |  |
| 6 | باتريك غامبر        | منتخب النمسا الوطني لسباق الدراجات على الطريق للرجال تحت 23 سنة ‏   | + 1 د 30 ث |  |
| 7 | Markus Freiberger ‏  | منتخب النمسا الوطني لسباق الدراجات على الطريق للرجال تحت 23 سنة ‏   | + 1 د 37 ث |  |
| 8 | مارك هيرشي          | منتخب سويسرا الوطني لسباق الدراجات على الطريق للرجال تحت 23 سنة ‏   | + 1 د 38 ث |  |
| 9 | Alexys Brunel ‏      | فريق فرنسا لركوب الدراجات للرجال تحت 23 سنة ‏                       | + 1 د 44 ث |  |
| 10 | Senne Leysen ‏       | منتخب بلجيكا الوطني لسباق الدراجات على الطريق للرجال تحت 23 سنة ‏   | + 1 د 45 ث |  |

## وصلات خارجية
- الموقع الرسمي
- لمحة عن سباق سباق الزمن للرجال - بطولة أوروبا للدراجات 2017 على موقع  ProCyclingStats   (برو  سايكلنج  ستاتس) - إحصاءات  محترفي  الدراجات.
- سباق الزمن للرجال - بطولة أوروبا للدراجات 2017 على موقع إحصائيات الدراجات الإحترافية (الإنجليزية)